# سميرم
سميرم (بالفارسية: سمیرم) هي مدينة تقع في إيران في البلدة المركزية. يقدر عدد سكانها بـ 26,260 نسمة .

## المناخ
يظهر الجدول التالي التغييرات المناخية على مدار السنة لسميرم:
| البيانات المناخية لـسميرم         | البيانات المناخية لـسميرم | البيانات المناخية لـسميرم | البيانات المناخية لـسميرم | البيانات المناخية لـسميرم | البيانات المناخية لـسميرم | البيانات المناخية لـسميرم | البيانات المناخية لـسميرم | البيانات المناخية لـسميرم | البيانات المناخية لـسميرم | البيانات المناخية لـسميرم | البيانات المناخية لـسميرم | البيانات المناخية لـسميرم | البيانات المناخية لـسميرم |
| الشهر                             | يناير                     | فبراير                    | مارس                      | أبريل                     | مايو                      | يونيو                     | يوليو                     | أغسطس                     | سبتمبر                    | أكتوبر                    | نوفمبر                    | ديسمبر                    | المعدل السنوي             |
| --------------------------------- | ------------------------- | ------------------------- | ------------------------- | ------------------------- | ------------------------- | ------------------------- | ------------------------- | ------------------------- | ------------------------- | ------------------------- | ------------------------- | ------------------------- | ------------------------- |
| متوسط درجة الحرارة الكبرى °م (°ف) | 4.7 (40.5)                | 8.1 (46.6)                | 12.6 (54.7)               | 17.4 (63.3)               | 24.1 (75.4)               | 30.7 (87.3)               | 33.6 (92.5)               | 32.5 (90.5)               | 29.3 (84.7)               | 22.9 (73.2)               | 14.6 (58.3)               | 8.2 (46.8)                | 19.9 (67.8)               |
| متوسط درجة الحرارة الصغرى °م (°ف) | −8.3 (17.1)               | −5.0 (23.0)               | −1.1 (30.0)               | 3.1 (37.6)                | 7.3 (45.1)                | 11.2 (52.2)               | 14.6 (58.3)               | 13.0 (55.4)               | 8.6 (47.5)                | 3.7 (38.7)                | −0.9 (30.4)               | −5.0 (23.0)               | 3.4 (38.2)                |
| الهطول مم (إنش)                   | 48 (1.9)                  | 37 (1.5)                  | 39 (1.5)                  | 34 (1.3)                  | 14 (0.6)                  | 1 (0.0)                   | 2 (0.1)                   | 1 (0.0)                   | 0 (0)                     | 3 (0.1)                   | 19 (0.7)                  | 37 (1.5)                  | 235 (9.3)                 |
| المصدر: Climate-data.org          |                           |                           |                           |                           |                           |                           |                           |                           |                           |                           |                           |                           |                           |